# Ghislain de Rasilly

Wappen

Ghislain de Rasilly SM (* 9. Juli 1943 in Juvardeil, bei Châteauneuf-sur-Sarthe, Frankreich) ist ein französischer Ordensgeistlicher und emeritierter römisch-katholischer Bischof von Wallis und Futuna.

## Leben
Rasilly besuchte die Grundschule in Paris und die weiterführende Schule Notre Dame de Buky. Danach trat er in das Noviziat der Maristenpatres in La Neyliére (Diözese Lyon) ein und studierte Philosophie und Katholische Theologie in Sainte Foy de Lyon. Am 6. November 1971 wurde er in Paris zum Priester geweiht. Danach hatte er folgende Ämter inne:
- Kaplan im Kolleg der Maristen „St. Pierre Chanel“ in Thionville (1971–1973)
- Mitarbeiter der Gemeinschaft der Maristen in Tyé (Neukaledonien) (1973–1981)
- Mitarbeiter der Gemeinschaft der Maristen in Pouébo (Neukaledonien) (1981–1986)
- Fortbildungskurs an der katholischen Fakultät in Paris (1985–1987)
- Oberer der Maristengemeinschaft und Pfarrer in Pouébo (1987–1995)
- Oberer der Region Neukaledonien (2001–2003)
- Universitätskaplan und Kaplan der weiterführenden Schulen in Noumé (1995–2002).

Seit 2003 war er Vikar der Ordensprovinz Pazifischer Ozean mit Sitz in Suva. Er wurde am 20. Juni 2005 von Papst Benedikt XVI. zum Bischof ernannt und am 7. August geweiht.
Papst Franziskus nahm am 24. Dezember 2018 seinen altersbedingten Rücktritt an.